# Storegöl (Gnosjö socken, Småland)
Storegöl är en sjö i Gnosjö kommun i Småland och ingår i Nissans huvudavrinningsområde.